# Írország világörökségi helyszínei
Írország területéről eddig két helyszín került fel a világörökségi listára, hét helyszín a javaslati listán várakozik a felvételre. 
| | Brú na Bóinne régészeti együttese |
| 1993 |                                   |
| Kulturális (I)(III)(IV) |                                   |
| Védett terület: 770 ha, puffer zóna: 2 560 ha, hivatkozás: 659 |                                   |
| Brú na Bóinne majdnem nyolcszáz hektáron elterülő régészeti együttese neolitikus kamrasírok, kőkörök és más, szintén a neolitikumra datálható leletek összességéből áll. Ez Európa egyik legnagyobb és legjelentősebb régészeti együttese, amelynek napjainkig is csak egy részét sikerült feltárni. A helyszínnek később is nagy jelentőséget tulajdonítottak a helyi lakosok, ennek következtében a környéken még a kereszténység korából is maradtak fenn műemlékek. A közeli Brú na Bóinne folyónak köszönhetően a térségnek hosszú időn keresztül komoly gazdasági és politikai befolyása volt. A negyven kamrasírt i. e. 3000 körül alakították ki, leghíresebb köztük a folyosós Newgrange, a Knowth és a Dowth nevű sír. A halmok belsejét faragott kövekkel díszítették, a központi termeket hosszú folyosókon keresztül lehet megközelíteni. A Newgrange királysír már évszázadok óta ismert, 1699-ben nyitották fel. A halom köré 12 monolitot állítottak fel, kör alakú központi terme mellett oldalkamrákat alakítottak ki. |                                   |

| | Skellig Michael kora középkori kolostoregyüttese |
| 1996 |                                                  |
| Kulturális (III)(IV) |                                                  |
| Védett terület: 21,9 ha, hivatkozás: 757 |                                                  |
| Az Atlanti-óceánban, Írország délkeleti partjaitól mintegy 12 kilométerre fekvő Skelling Michael szigeten található a korai ír kereszténység egyik kolostora. Elszigeteltsége miatt épületei viszonylag jó állapotban maradtak fenn és a korai keresztény szerzeti élet szélsőségeit szimbolizálják. A legenda szerint Szent Fioman alapította még a 7. században, de a legkorábbi forrás amiben említik a 8. századra datálható. Stílusjegyei alapján a kolostor ma is látható templomát valamikor 950 és 1050 között építhették. A feljegyzések szerint az épületegyüttes a 12. századig folyamatosan lakott volt, ekkor azonban egy éghajlatváltozás miatt a szerzetesek kénytelenek voltak a szárazföldre költözni. A Szent Mihály arkangyalnak szentelt kolostoregyüttes méhkaptárszerű kőkunyhókból áll amelyet egy meredek lépcsőn lehet megközelíteni. Ezeket a szerzetesi és imacellákat habarcs nélkül összeillesztett kövek alkotják. A legjelentősebb maradványok a sziget északkeleti részén egy meredek lejtőn helyezkednek el. A legfontosabb épületcsoport a templomból, kápolnákból, cellákból, és egy földalatti helyiségből áll. |                                                  |

## Elhelyezkedésük
| Brú na Bóinne Skellig Michael |